# Ingegerd Henschen-Ingvar
Ingegerd Henschen-Ingvar, född 5 januari 1890 i Uppsala, död 20 februari 1986 i Stockholm, var en svensk konst- och textilhistoriker. 

## Biografi
Ingegerd Henschen-Ingvar var dotter till Salomon Eberhard Henschen och Gerda Sandell. Hon växte upp med fyra äldre syskon i Uppsala och Stockholm. Hon studerade konsthistoria för Johnny Roosval vid Uppsala universitet och avlade licentiatexamen 1921.
Ingegerd Henschen-Ingvar gifte sig med Henrik Cornell 1913. I äktenskapet med honom blev hon mor till Elias Cornell. De skilde sig 1921 och kort därefter gifte hon om sig med Sven Ingvar. Tillsammans med honom fick hon barnen Lars Ingvar, David H. Ingvar och Cilla Ingvar. 
Ingegerd Henschen-Ingvar disputerade 1942 för filosofie doktorsgrad på avhandlingen Tygtryck i Sverige, som var en stor insats för svensk textilhistorisk forskning trots kritik kring avhandlingens avgränsning. Hon publicerade en rad uppsatser i kulturhistoriska årsböcker och tidskrifter och undervisade i textilhistoria i Stockholm. Hon var även illustrationsredaktör för Svensk uppslagsbok 1929–1937 och ansvarade även för artiklar inom textilområdena. Hon skrev tillsammans med Sten Blomberg standardverket Svenskt möbellexikon.
Ingegerd Henschen-Ingvar avled 1986. Makarna Henschen Ingvar är begravda på Östra Hoby kyrkogård.